# Корсунь-Шевченківська операція
|                                                                      |  |  |
| Ювілейна монета НБУ присвячена 70-річчю Корсунь-Шевченківської битви |  |  |

Ко́рсунь-Шевче́нківська наступа́льна опера́ція (з німецького боку називалась Черкаський мішок; 24 січня — 17 лютого 1944 р.) — частина стратегічного наступу військ 1-го (генерал армії Микола Ватутін) і 2-го (генерал армії Іван Конєв) Українських фронтів із метою оточення та знищення угруповання противника на Корсунь-Шевченківському виступі.
Початок операції проходив у взаємних атаках, поки війська обох Українських фронтів не завершили оточення ворога, з'єднавшись 28 січня у м. Звенигородці. Спроби військ Вермахту розблокувати оточене угрупування були невдалими. Утім, спроба оточенців прорвати фронт виявилася вдалою: 30 тисяч німецьких солдат та офіцерів змогли прорвати радянський фронт. 17 лютого оточене угрупування було ліквідоване. Німці втратили 41,2 тисяч убитими, 15 тисяч полоненими, велику кількість бойової техніки. Втрати особового складу РСЧА були навіть вищими.
Через наявність великих сил ворога (9 піхотних дивізій, танкова дивізія СС «Вікінг», моторизована бригада СС «Валлонія», артилерійські, інженерні та інші частини), розгалужену мережу оборони, завдання по розгрому Корсунь-Шевченківського угруповання було досить складним.
За спогадами Манштейна, в оточення потрапили два німецьких армійських корпуси під командуванням Вільгельма Штеммермана і Теобальда Ліба, особовий склад яких налічував перед оточенням близько 54 тисяч осіб, причому частина тилових служб уникла оточення.

## Перебіг операції

### Початок
Операція розпочалася у ніч на 25 січня 1944 року. З рубежу на річці Сухий Ташлик перейшли в наступ передові батальйони 4-ї гвардійської армії генерал-майора О. Рижова і 53-ї армії генерал-лейтенанта І. Галаніна 2-го Українського фронту.
Вранці 25 січня 1944 року перейшли в наступ головні сили радянських військ. Їм вдалося прорвати оборону німецьких військ на відрізку Вербівка, Калинівка, Баландине, Красносілка і розпочати переслідування німецьких військ, що відступали.
Німецькі війська стійко оборонялись, проте під ударами частин Червоної армії змушені були відступати.
Напередодні битви командування 2-го Українського фронту терміново перекинуло з району Кіровограда на ділянку головного удару 5-ту гвардійську танкову армію під командуванням генерал-полковника П. О. Ротмістрова.
У результаті спільних дій піхоти, артилерії і танків 25 січня 1944 року була прорвана головна лінія оборони німецьких військ. У районі села Бурти в прорив були введені з'єднання 5-ї гвардійської танкової армії.
Частини 20-го і 29-го танкових корпусів, прорвавши другу лінію оборони, почали рейд по німецьких військ тилах в напрямку на Шполу — Звенигородку, щоб зустрітися з військами 1-го Українського фронту і замкнути кільце оточення.

### Оточення

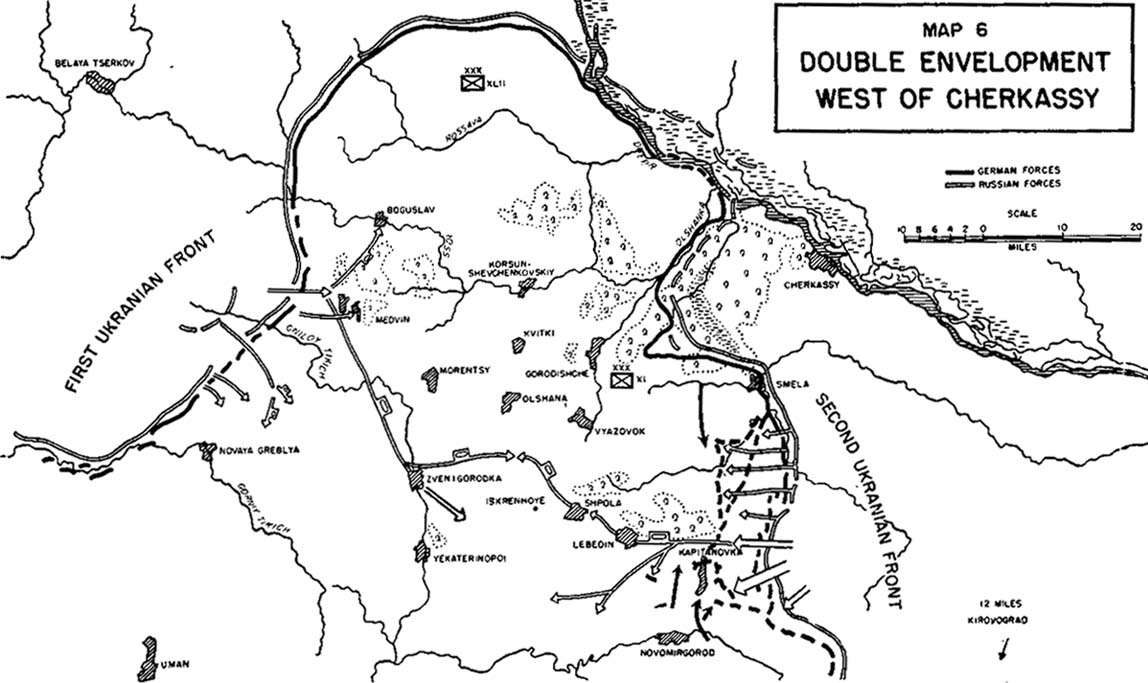
Просування Радянської Армії

27 січня радянськими військами була зайнята Шпола. Зосередивши тут головні сили і заправивши машини, корпус продовжував наступ силами 8-ї і 80-ї танкових бригад. 28 січня 1944 року ці бригади зустрілися з частинами 6-ї танкової армії 1-го Українського фронту в Звенигородці. Різними підрозділами радянських військ було створено зовнішнє і внутрішнє кільця оточення. Утворився відомий Корсунь-Шевченківський «мішок». Оточені війська Вермахту у Корсуні були приречені на поразку. Щоб уникнути зайвих жертв з обох сторін, 8 лютого 1944 року радянське командування через парламентарів на чолі з генералом М. І. Савєльєвим подало німецьким військам ультиматум із пропозицією припинити опір. Командування оточених військ Вермахту, виконуючи наказ Гітлера триматися за будь-яку ціну і сподіваючись на обіцяну допомогу, відхилило ультиматум. На звільнення оточених військ німецьке командування перекинуло більшість танкових дивізій Групи армій «Південь» і їм вдалося майже прорвати кільце оточення, наблизившись у районі хутора Жовтень (на півночі Лисянки) до оточених на відстань близько 6 км.
Прориву оточених німецьких військ намагалася завадити разом з іншими частинами і з'єднаннями 202-га стрілецька дивізія, яка за особливі заслуги в цій операції одержала найменування «Корсунська». Після відхилення ультиматуму 9 лютого 1944 року Червона Армія розпочала генеральну атаку оточених дивізій противника, які водночас стягувалися на південний захід кільця оточення, тому радянські підрозділи швидко просувались вперед. Зокрема, 9 лютого 1944 року було зайнято Городище і частини 52-ї армії розгорнули наступ на Корсунь. З північного сходу лівим берегом Росі разом із частинами 294-ї стрілецької дивізії 52-ї армії на Корсунь наступали частини 206-ї стрілецької дивізії 27-ї армії. 14 лютого 1944 року полки цих дивізій оволоділи головним опорним пунктом німецьких військ — Корсунем, захопивши при цьому 18 транспортних літаків, 5 танків, 6 складів із боєприпасами і продовольством.

### Завершення і німецький прорив
На початку оточення площа території, зайнятої німецькими військами під командуванням Губе, складала близько 400 км². Серед командного складу оточених військ перебував керманич бельгійських фашистів Леон Дегрель. Основна частина командного складу оточених військ та деяка кількість солдатів,— загалом до 3000 осіб,— були вивезені з оточення авіацією. Подальша тактика командування військ Червоної армії полягала в розчленуванні оточених військ і їх знищенні. Червона армія мала переважаючі сили й активно застосовувала артилерію для знищення оточених військ. Офіцер із штабу Конєва, майор Кампов, так охарактеризував ці дії:

| Так ми змітали село за селом, де окопалися німці, — ми влаштували їм справжнє криваве побоїще. Боюся, що під час нього загинули і деякі з наших — жителі цих сіл; це одна з найжорстокіших сторін такої війни[7]. Оригінальний текст (рос.) Так мы сметали деревню за деревней, где окопались немцы, — мы устроили им настоящее кровавое побоище. Боюсь, что во время него погибли и некоторые из наших — жители этих деревень; это одна из самых жестоких сторон такой войны. |
У ніч з 16 на 17 лютого 1944 року німецькі війська під прикриттям хуртовини рушили в напрямку Лисянки, яка нещодавно була зайнята німецькими військами, що намагалися розірвати кільце оточення. Завадити їм мали з'єднання 52-ї, 27-ї і 4-ї гвардійських армій, 5-ї гвардійської, 6-ї і 2-ї танкових армій, 5-го гвардійського кавалерійського корпусу та інших радянських з'єднань і частин. Німецькі частини, які йшли на прорив, ухиляючись від радянського вогню, вийшли східніше Лисянки, на південь від позицій деблокуючих сил, до річки Гнилий Тікич, де не було ні мостів, ні захопленого плацдарму. З великими труднощами німці спорудили переправу. До 16 години 17 лютого вони таки вийшли до Лисянки. Незважаючи на складні умови прориву, за спогадами очевидців, найбільших втрат німецькі війська зазнали якраз під час форсування річки Гнилий Тікич. З близько 45 тисяч німецьких вояків, що почали прорив із «мішка», 36 262 успішно пробилися до своїх. Але всю важку зброю і спорядження було знищено чи залишено. Частини прикриття, успішно виконавши завдання, досягли позицій 3-го танкового корпусу в ніч на 17 лютого 1944 року. Командувач німецьких сил генерал В. Штеммерман при прориві слідував з ар'єргардом, особисто очолив офіцерську роту, складену з управління корпусу, і загинув у бою. Командир дивізії СС «Вікінг» Герберт Гілле за цей прорив отримав «Залізний хрест» із рук Гітлера.

### Результати
Під час Корсунь-Шевченківської битви в кільці оточення було знищено 41 200 і взято в полон понад 15 тисяч солдатів і офіцерів Вермахту, знищено 430 літаків, 155 танків, 376 гармат, 59 самохідних гармат, 269 мінометів, 900 кулеметів, захоплено такі трофеї: 41 літак, 116 танків, 32 бронемашини, 618 гармат, 51 самохідну гармату, 267 мінометів, 789 кулеметів, 85 бронетранспортерів, 10 000 автомашин, 7 паровозів, 415 цистерн, 127 тягачів, 4000 возів із військовими вантажами, 6418 коней, 64 склади з боєприпасами та військовим майном.
На зовнішньому фронті оточення німці втратили 27 000 солдатів і офіцерів убитими і пораненими. Було знищено 329 літаків, 827 танків, 1638 автомашин, 446 гармат. Захоплено такі трофеї: 115 танків, 270 гармат, 1850 автомашин, 50 бронетранспортерів і бронемашин, 10 штабних автобусів та багато іншої зброї і бойової техніки.
Перемога в Корсунь-Шевченківській битві дісталася Червоній армії ціною великих втрат у бойовій техніці й живій силі. Загинуло й отримало поранення понад 80 тис. радянських військовослужбовців, переважно українців. Німецькі війська відступили з Рівного і Луцька.
За цю операцію генерал армії І. Конєв 20 лютого був нагороджений званням Маршала Радянського Союзу. Тисячі солдатів і офіцерів були нагороджені орденами і медалям, зокрема близько ста осіб удостоєно звання Героя Радянського Союзу.

## Цікаві відомості
Левко Лук'яненко описує ціну «перемоги» в цій операції:
| Навесні 1944 року під час Корсунь-Шевченківської операції Жуков наказав кинути на штурм добре підготовленої німецької оборони війська, які були щойно доукомплектовані чоловіками від 15 до 55 років, зігнаними з навколишніх українських сіл. Кулями в спину заградзагони гнали цих ненавчених українців в одну атаку за другою. Впродовж 24 днів цього злочинного кровопускання було знищено 770 тис. людей, переважно українців. І хіба це не геноцид українців?! |
Насправді ж маршал Жуков не мав прямого відношення до цієї військової операції. У Корсунь-Шевченківській операції військами безпосередньо керували генерали Микола Ватутін і Іван Конєв. Стосовно втрат радянських військ під час цієї операції, то за іншими джерелами вони могли становити близько 80 тисяч, а не 770 тисяч.